# Gdaňsk
Gdaňsk (polsky Gdańsk s výslovností  [gdaɲsk]IPA, kašubsky Gduńsk, německy Danzig s výslovností  [ˈdantsɪç]IPA, latinsky Gedania, Gedanum anebo Dantiscum) je jedno z nejstarších a největších polských měst, metropolí Pomořského vojvodství, ležící v Pomoří na řekách Visle a Motławě na břehu Baltského moře u Gdaňského zálivu. Po dobu téměř 800 let, do roku 1793, byl součástí polských státních útvarů, poté byl na necelých 152 let ovládán Pruskem a později Německým císařstvím, mezi léty 1920–1939 byl svobodným městem pod správou Společnosti národů a nakonec byl pohlcen Třetí říší. Roku 1945 byl navrácen Polské republice. Gdaňsk hraje také roli kašubského hlavního města, jejich kulturního centra a sídla nejdůležitějších kašubských institucí. V současnosti má rozlohu 262,5 km² a přibližně 488 tisíc obyvatel. Nachází se zde velký námořní přístav.
Společně s městy Sopoty a Gdyně tvoří aglomeraci, pro kterou se běžně užívá název Trojměstí (polsky 'Trójmiasto'). Město leží při ústí řeky Motlavy do Visly. Ústí Visly tvoří východní administrativní hranici města.
Přes město vede hlavní železniční trať Varšava – Gdyně a souběžně s ní Szybka kolej miejska, zajišťující dopravu po gdaňské aglomeraci. Hlavním nádražím je Gdańsk Główny. Je zde mezinárodní letiště.
U Gdaňsku se nachází malý poloostrov Westerplatte, kde 1. září 1939 začala druhá světová válka. V místních loděnicích vznikla Solidarita (Solidarność), odborová organizace a nejznámější politická opozice komunistického Polska, její zakladatel Lech Wałęsa se později stal polským prezidentem.
V roce 2027 se poblíž Gdaňsku uskuteční světové skautské jamboree, na které by mělo dorazit zhruba 45 tisíc skautů a skautek z celého světa.

## Dějiny města
Nejstarší archeologické nálezy, dokládající místní osídlení v podobě rybářské osady, sahají do 7. století. Ovšem první písemnou zmínku o městě nalézáme k roku 997 v legendě Život svatého Vojtěcha, která byla sepsána nedlouho po světcově smrti – kolem roku 1000. Rok 997 proto bývá tradičně chápán jako počátek historie Gdaňska.
Na počátku 12. století připojil Boleslav III. Křivoústý Západní Pomořansko znovu k polskému státu, roku 1227 se ale území zmocnil pomořanský kníže Svatopluk II. Veliký. Pomořanská knížata si panství nad Gdaňskem udržela do roku 1294 a tato doba je důležitá tím, že v roce 1263 byla Gdaňsku udělena městská práva. Roku 1308 se města zmocnil řád německých rytířů, sídlící v Prusích. 
V roce 1361 vstoupilo město do hanzy.
Roku 1433 se k městu při spanilé jízdě k Baltu dostali husité.

### Chronologický přehled vlastníků města
- 997–1227: součást polské monarchie[zdroj?]
- 1227–1294: součást Pomořského knížectví dynastie Samborovců
- 1294–1308: součást polské monarchie
- 1308–1454: součást řádového státu německých rytířů
- 1454–1466: město v bojích třináctileté války
- 1466–1569: součást Polského království
- 1569–1793: součást Polsko-litevské unie
- 1793–1807: součást Pruska
- 1807–1814: svobodné město
- 1815–1871: součást Pruska
- 1871–1918: součást Německého císařství
- 1918–1920: součást Výmarské republiky
- 1920–1939: svobodné město
- 1939–1945: součást nacistické třetí říše
- 1945–dosud: součást Polské republiky (1952-1989 Polské lidové republiky)

## Obyvatelstvo
Do roku 1308 byl Gdaňsk obydlen hlavně slovanským obyvatelstvem (Kašuby). Během období nadvlády Řádu německých rytířů a zvláště po masakru obyvatel města v 1308 roce v Gdaňsku začalo převažovat německé obyvatelstvo. Ještě v 19. století převažovala polština, avšak na počátku 20. století tvořili 90 % obyvatelstva Němci, zbytek převážně Poláci a Kašubové; většinové vyznání bylo evangelické, postupně rostl podíl katolictví. Teprve po druhé světové válce sem přišlo nové polské obyvatelstvo.
Vývoj počtu obyvatel:
| - 1650 – 70 000 - 1725 – 53 000 - 1753 – 45 000 - 1793 – 36 000 - 1800 – 48 000 - 1825 – 61 900 - 1840 – 65 000 - 1852 – 67 000 - 1874 – 90 500 - 1880 – 108 500 - 1900 – 140 600 | - 1910 – 170 300 - 1925 – 210 300 - 1939 – 250 000 - 1946 – 118 000 - 1960 – 286 900 - 1970 – 365 600 - 1975 – 421 000 - 1980 – 456 700 - 1994 – 464 000 - 2002 – 460 000 - 2007 – 456 913 - 2008 – 455 717 |

## Slavní rodáci
Mezi nejznámější osobnosti pocházející z Gdaňska, či kteří s ním spojili svůj život, patří např.:
- Johannes Hevelius (1611–1687), astronom[8]
- Daniel Gabriel Fahrenheit (1686–1736), německý fyzik, vynálezce rtuťového teploměru s dochovanou stupnicí[9]
- Nikita Ivanovič Panin (1718–1783), ruský šlechtic, politik, mentor carevny Kateřiny Veliké[10]
- Adam Kazimierz Czartoryski (1734–1823), polský šlechtic, politik a mecenáš umění[11]
- Johanna Schopenhauerová (1766–1838), německá spisovatelka, matka Arthura Schopenhauera[12]
- Arthur Schopenhauer (1788–1860), německý filozof[13]
- Otto von Below (1857–1944), pruský generál[14]
- Hermann Balck (1893–1982), německý generál během druhé světové války[15]
- Gerda Steinhoffová (1922–1946), dozorkyně v koncentračním táboře Stutthof, po válce odsouzena k trestu smrti a popravena[16]
- Günter Grass (1927–2015), německý spisovatel, nositel Nobelovy ceny za literaturu za rok 1999[17]
- Dieter Hoffmann (1941–2016), východoněmecký atlet, mistr Evropy ve vrhu koulí z roku 1969[18]
- Jolanta Kwaśniewska (* 1955), polská právnička, první dáma Polska v letech 1995 až 2005[19]
- Donald Tusk (* 1957), polský politik, premiér Polska a předseda Evropské rady v letech 2014 až 2019[20]
- Jarosław Wałęsa (* 1976), polský politik, syn Lecha Wałęsy[21]
- Magdalena Tul (* 1980), polská zpěvačka[22]

## Fotogalerie

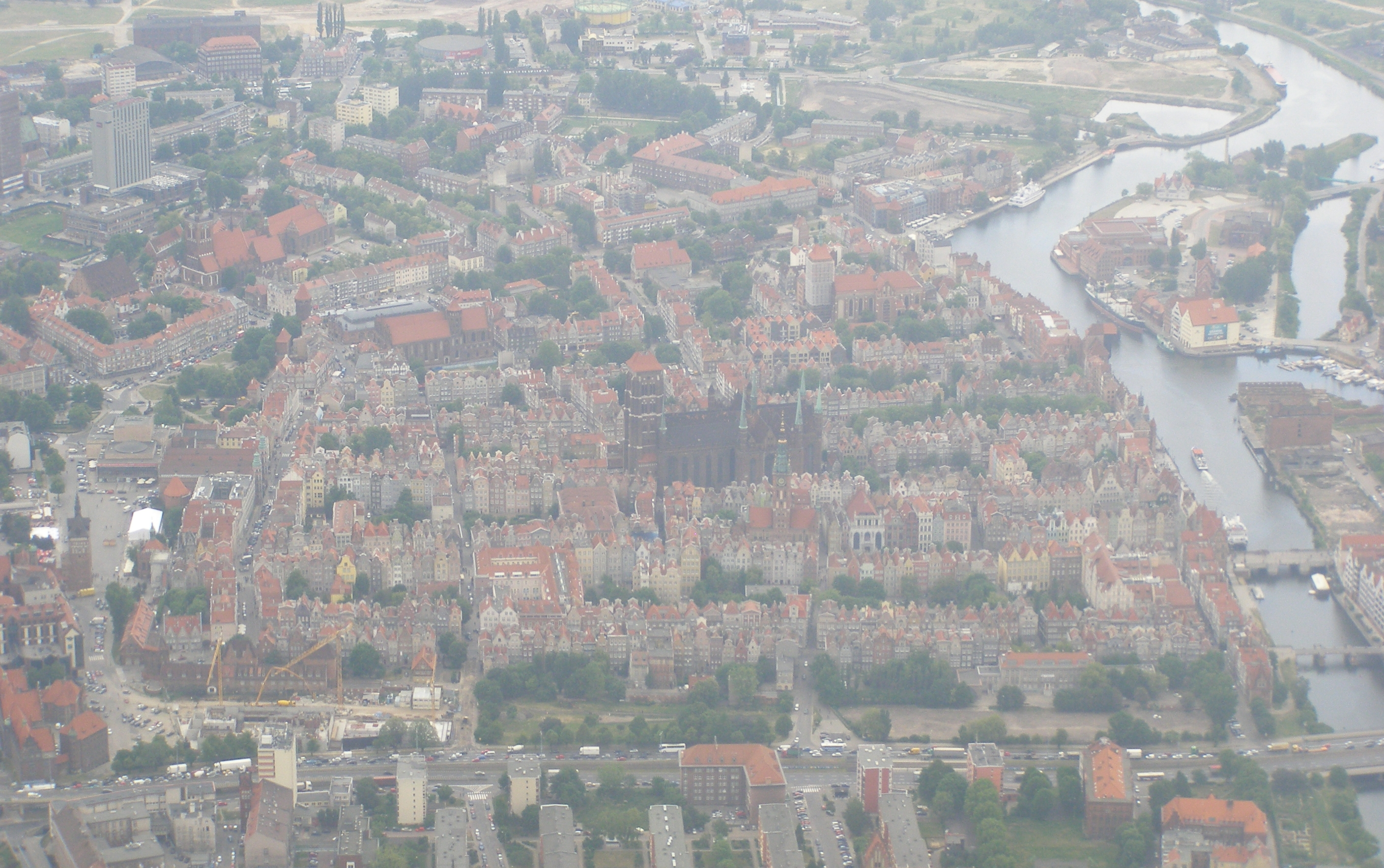
Gdaňsk - Główne Miasto (Śródmieście)
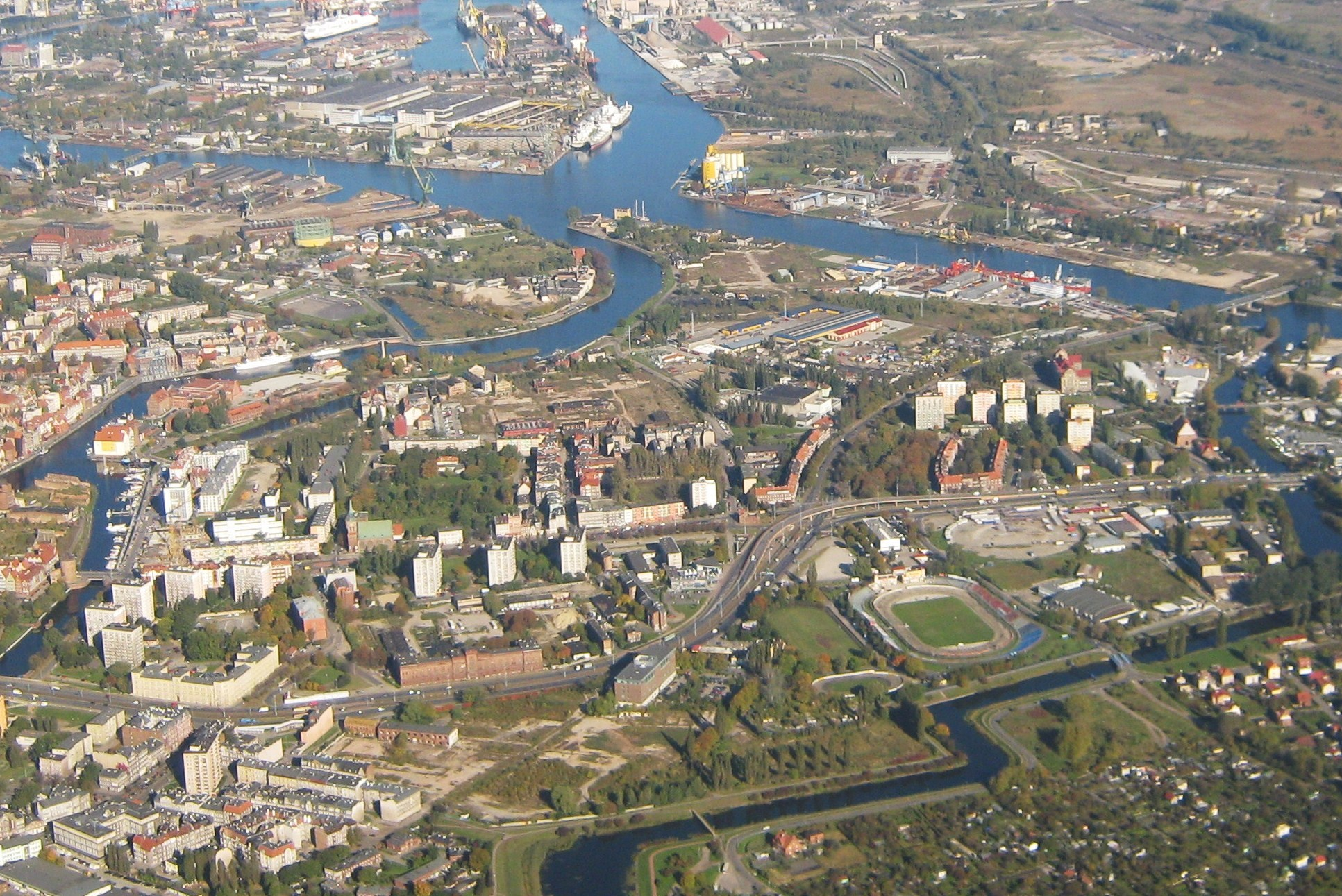
Gdańsk - Śródmieście (panorama)
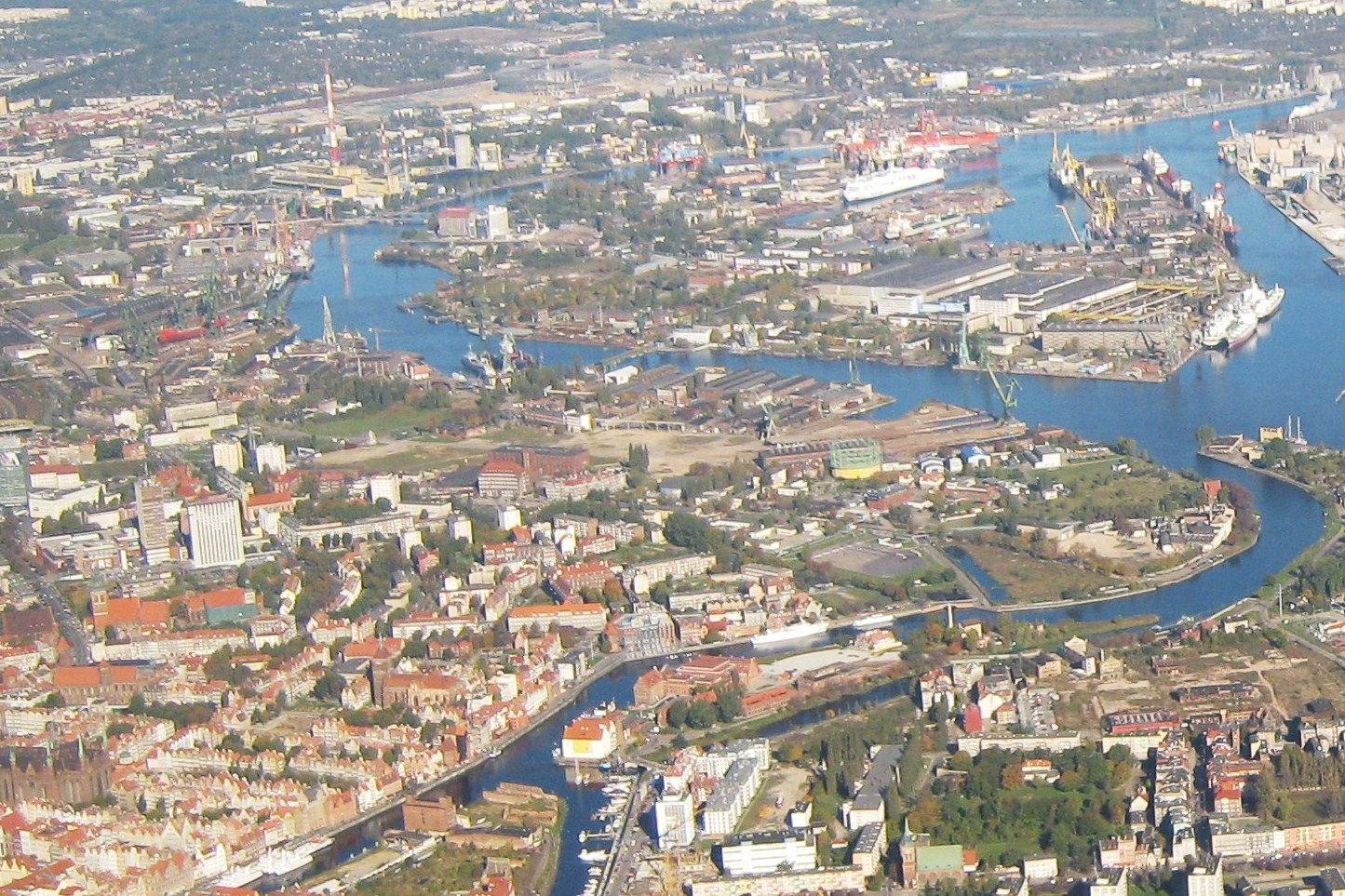
Gdańsk - Młode Miasto (panorama)
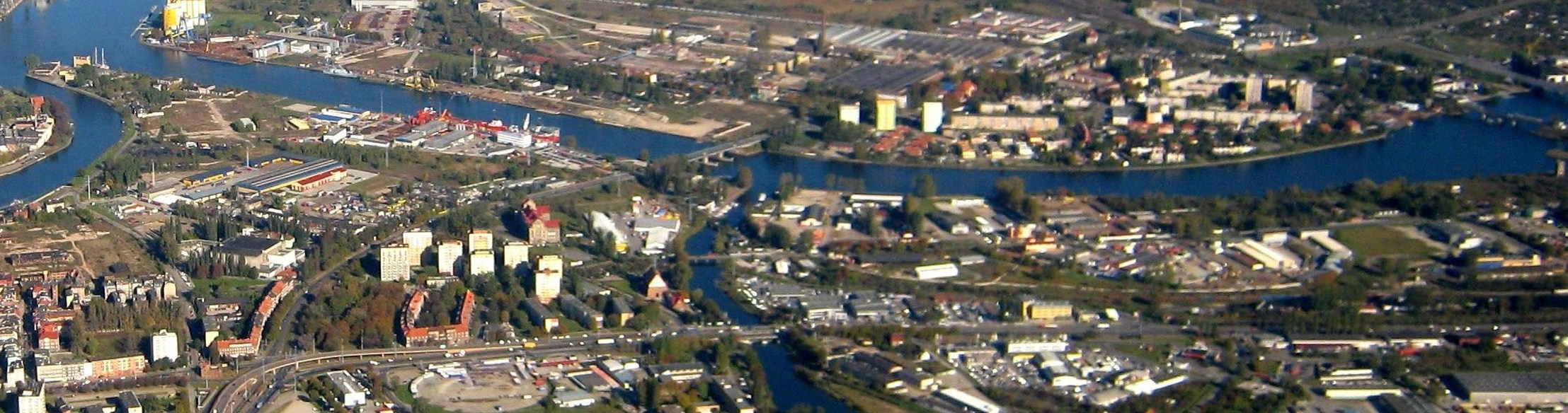
Gdańsk - Sienna Grobla (panorama)

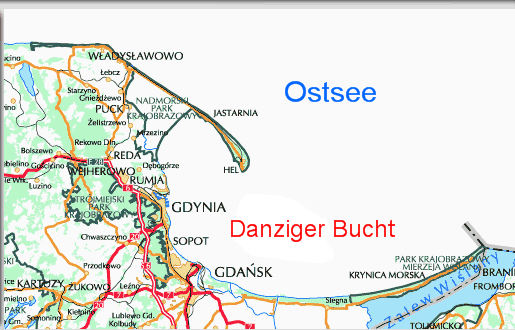
Poloha Gdaňsku, pobřeží
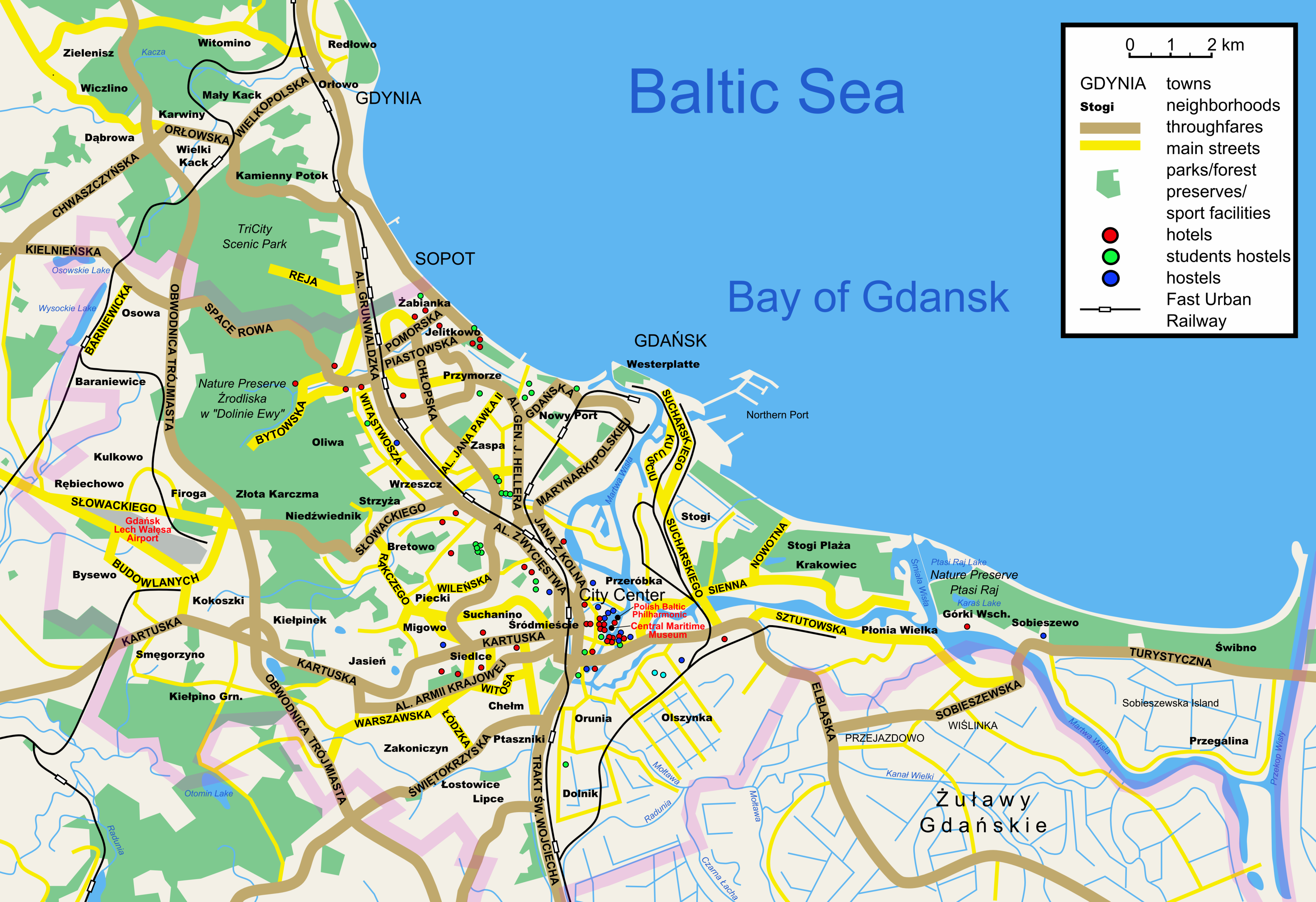
Mapa Gdaňsku
Mapa Gdaňsku (Śródmieście)
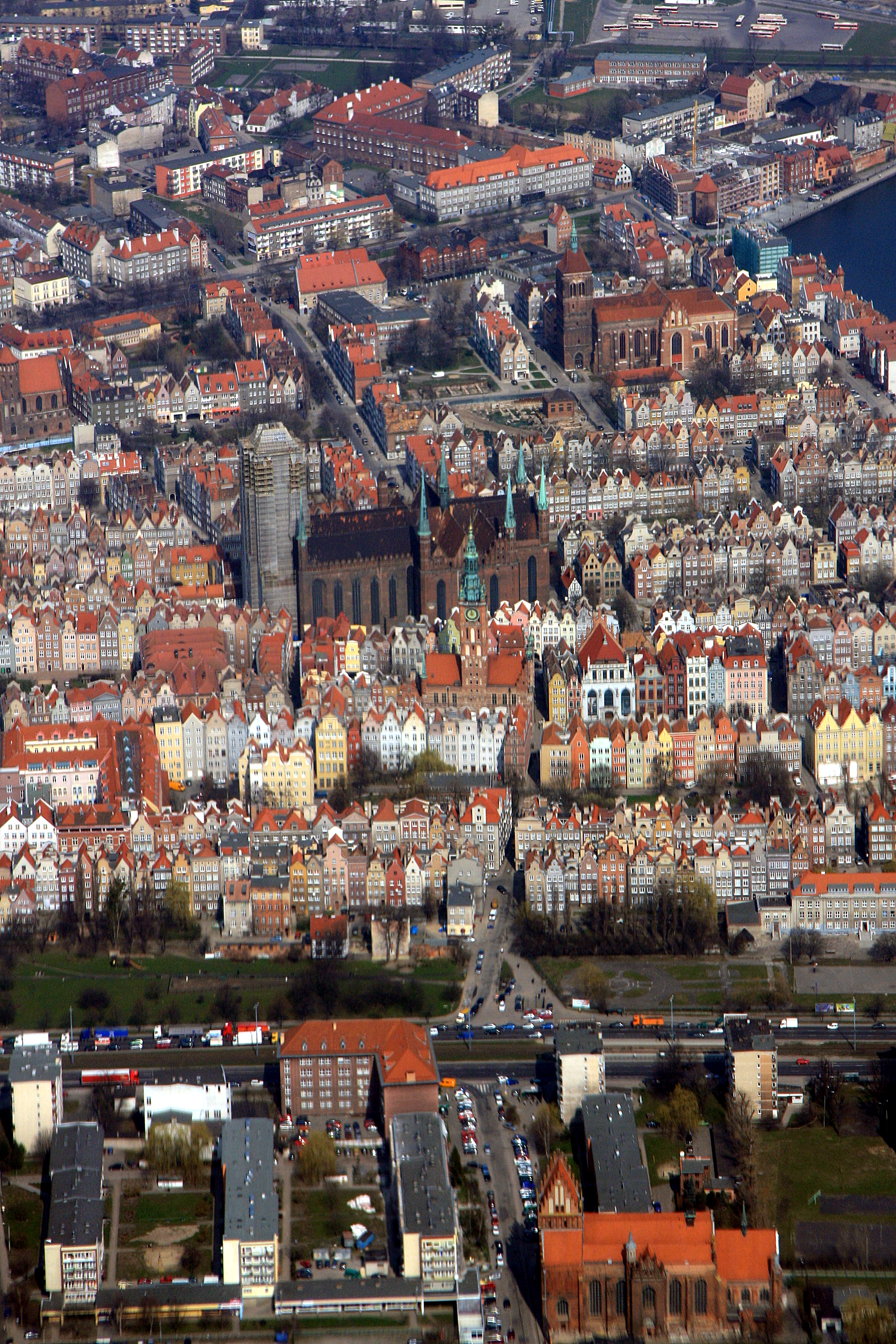
Gdaňsk – Główne Miasto
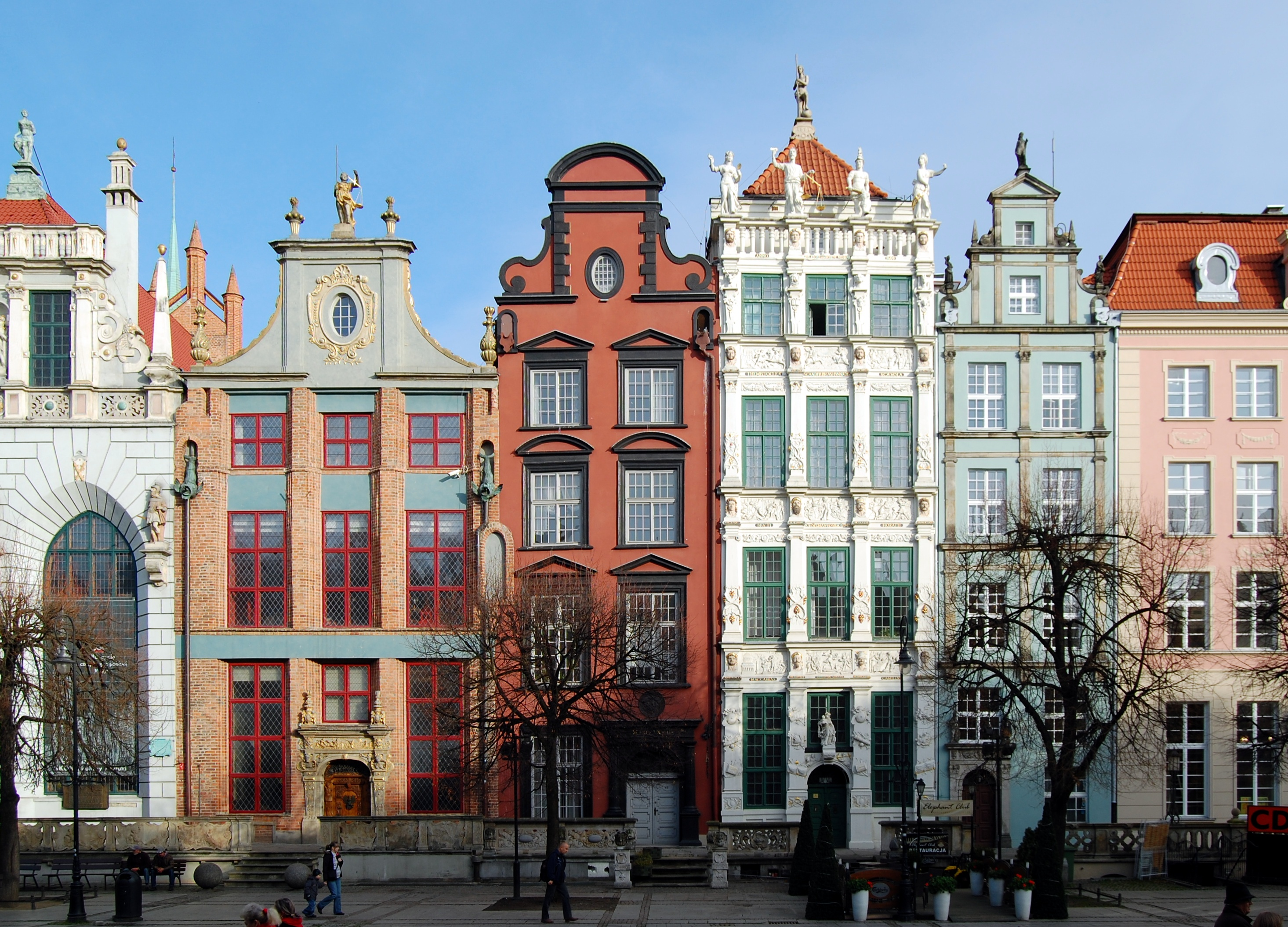
Gdaňsk – Główne Miasto (Długi Targ)
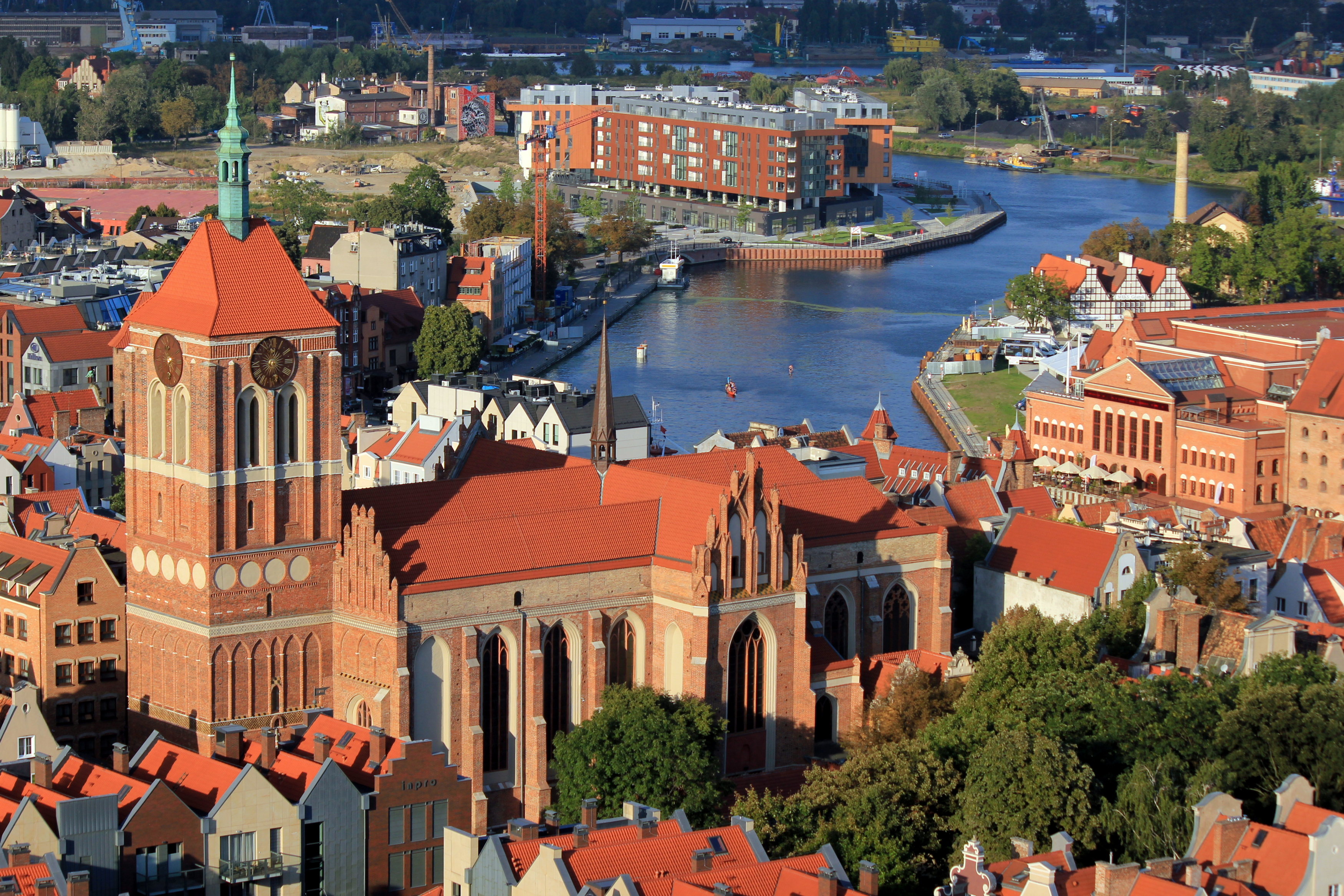
Gotický kostel sv. Jana Křtilele a sv. Jana Apoštola
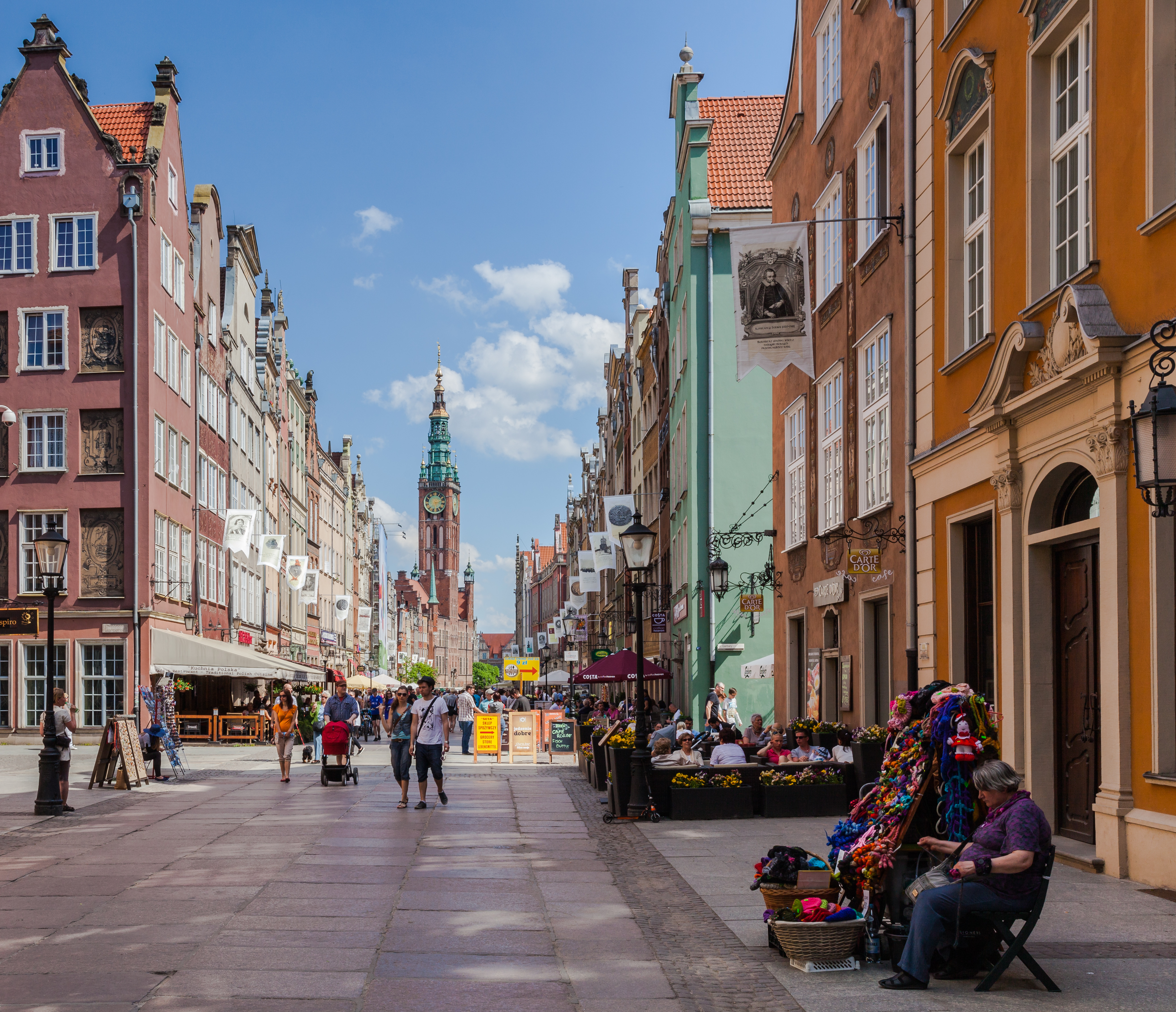
Długi Targ
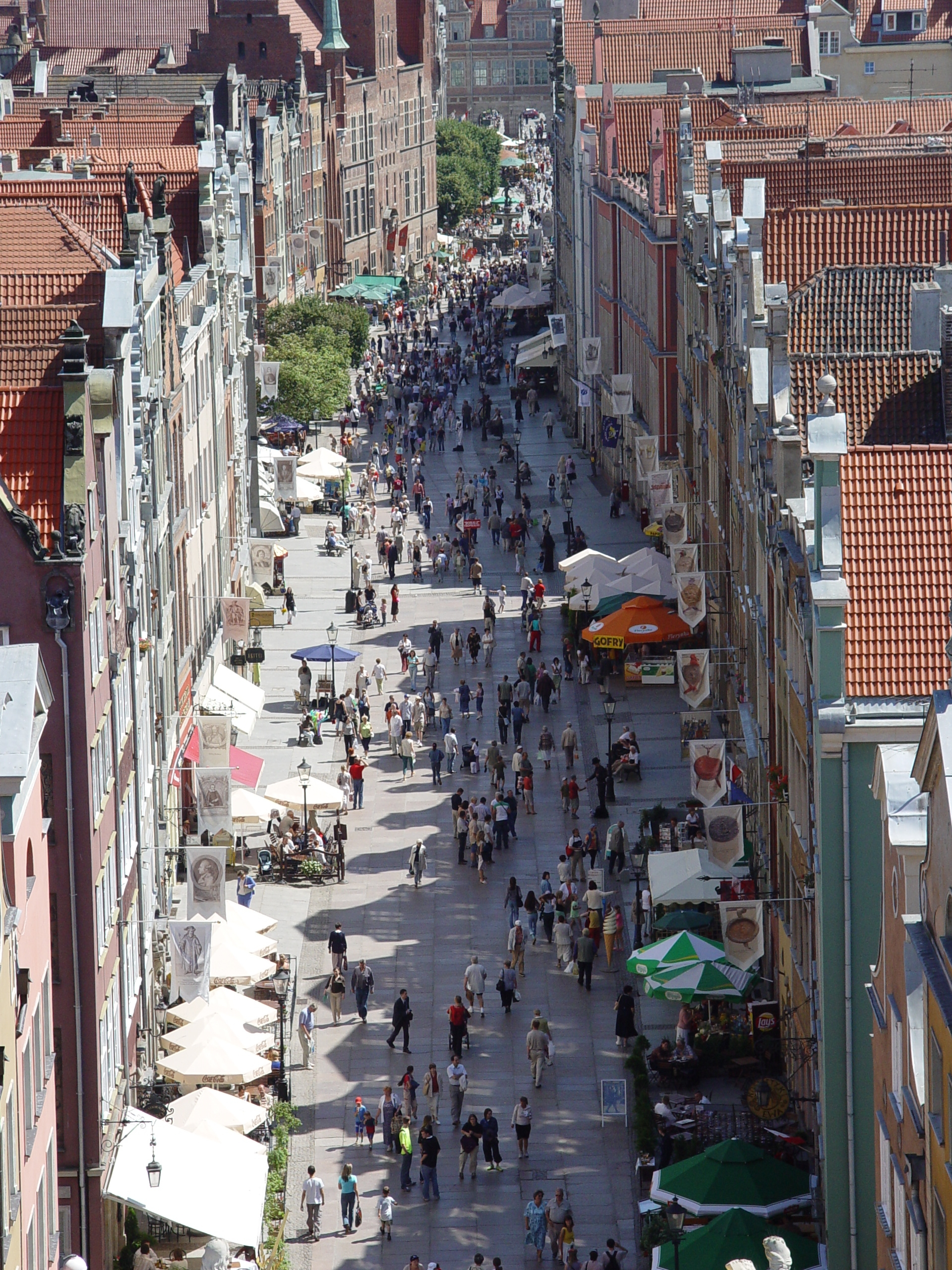
Główne Miasto
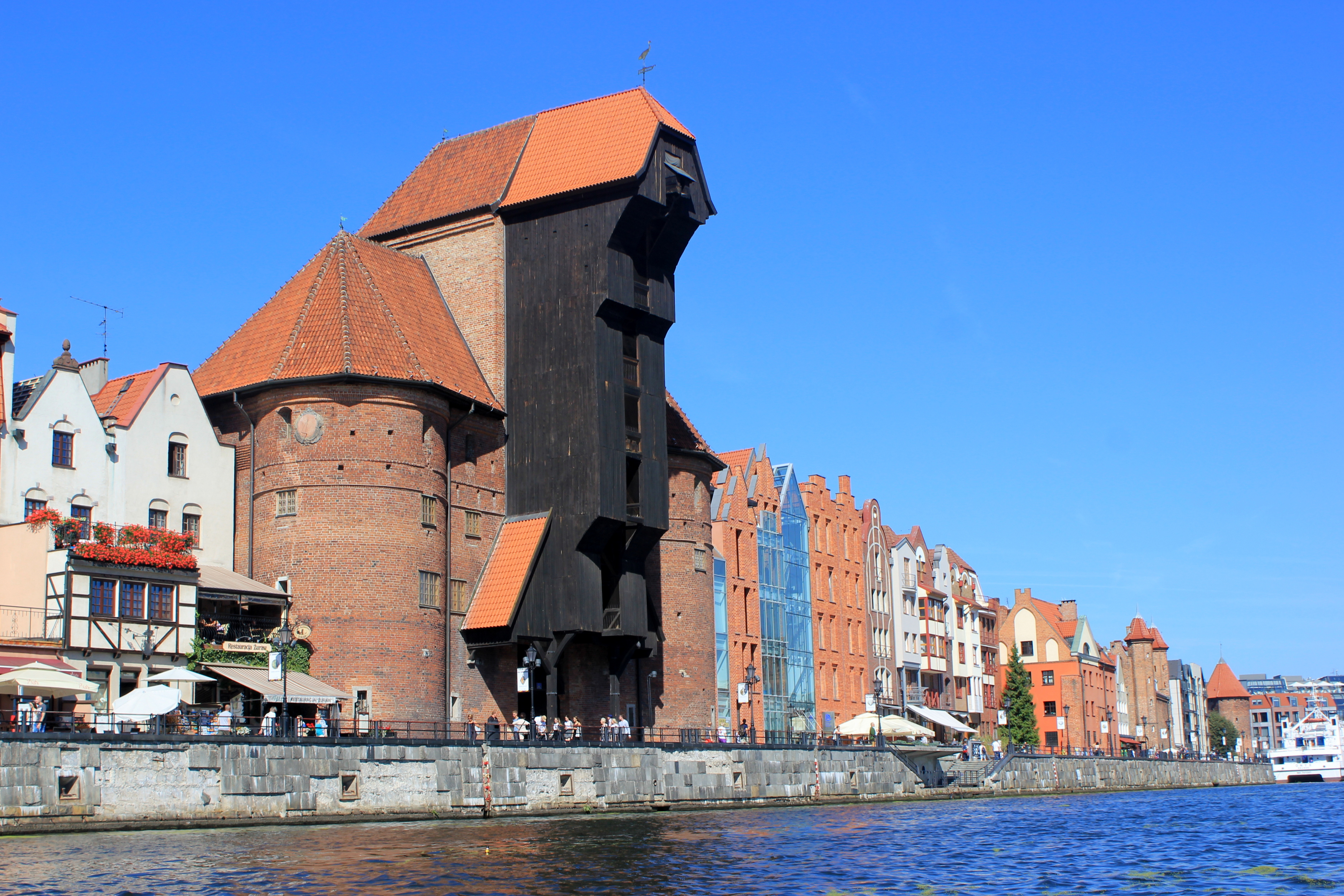
Żuraw
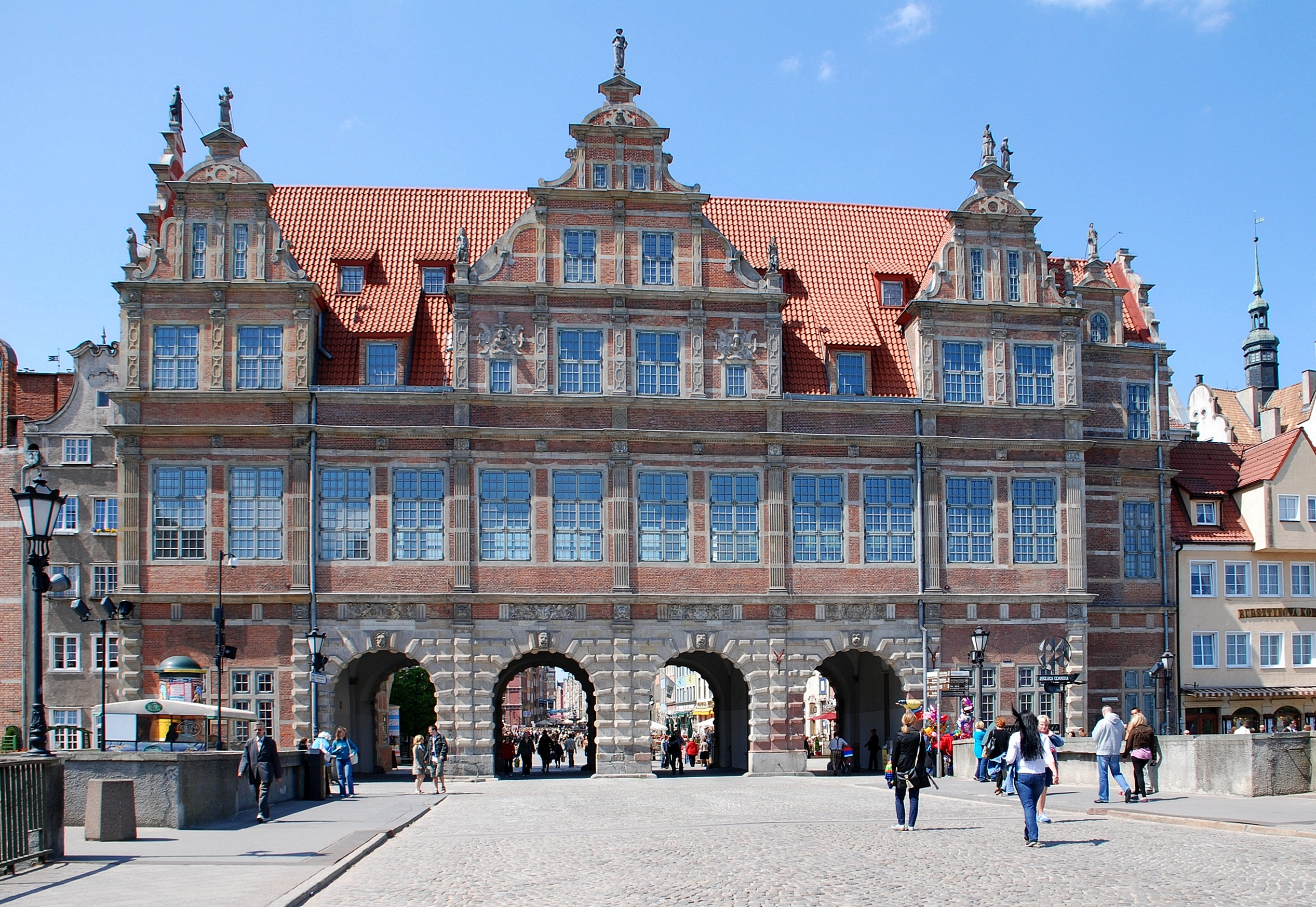
Zelená Brána
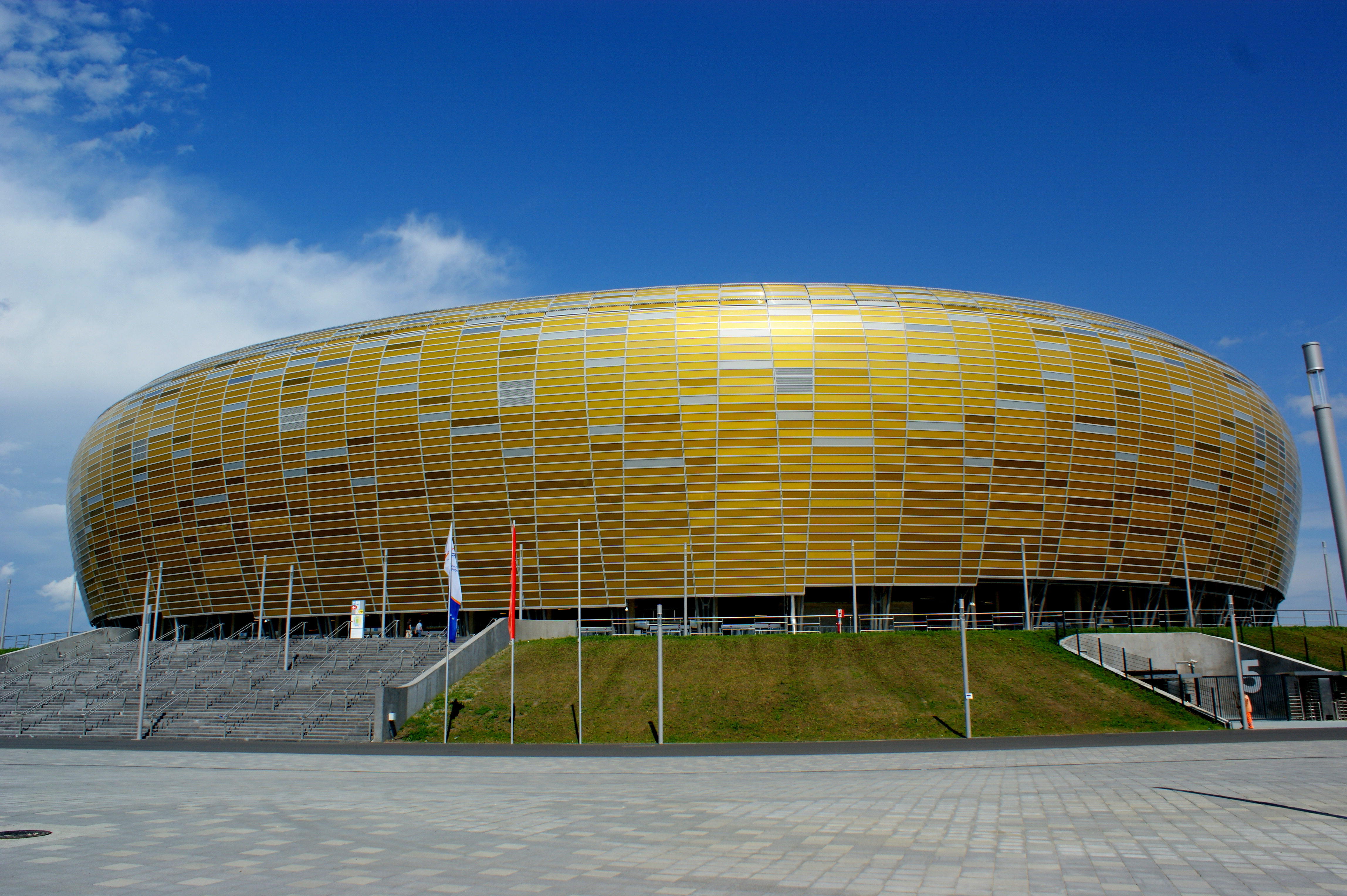
PGE Arena
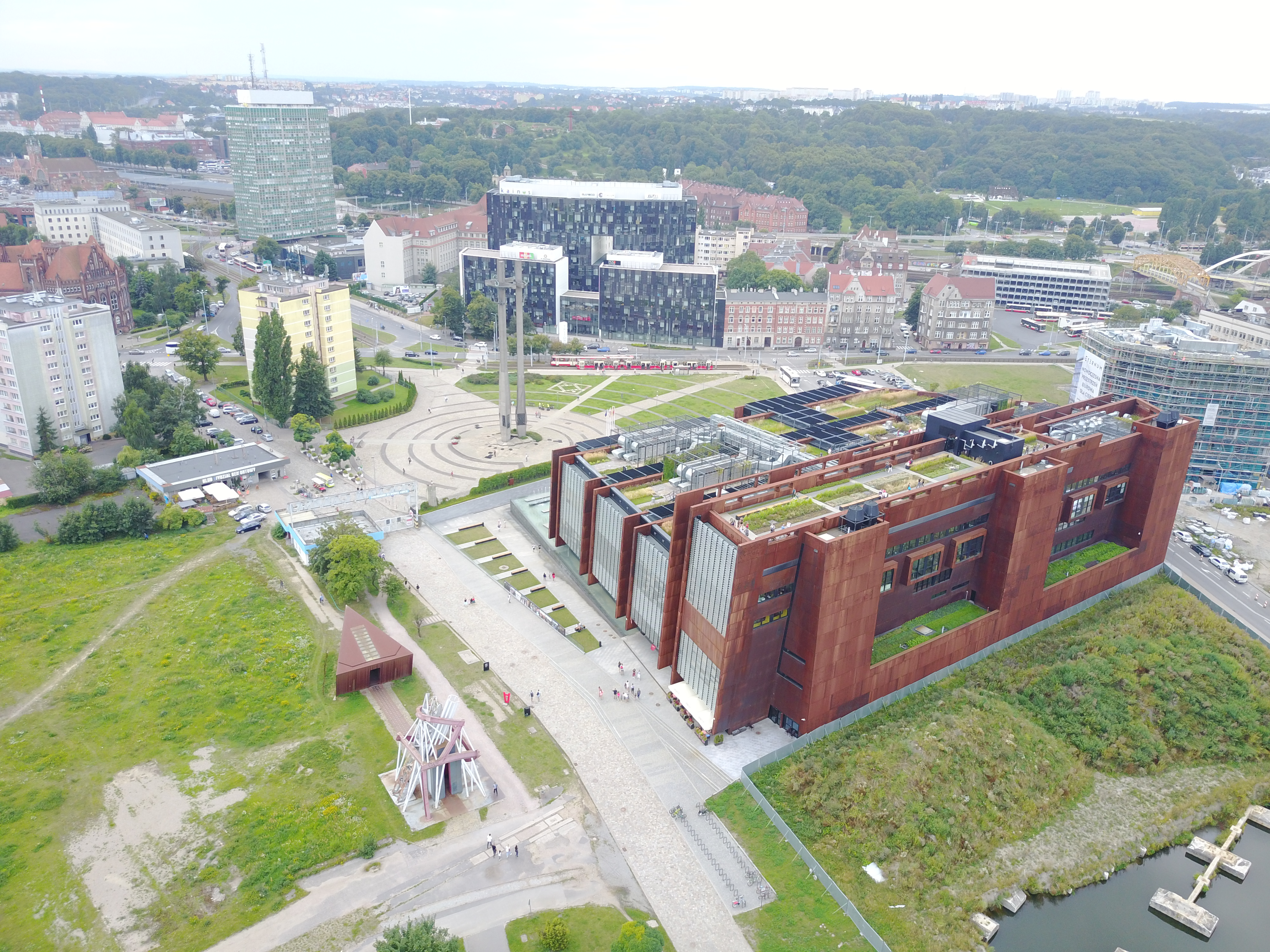
Centrum Solidarności
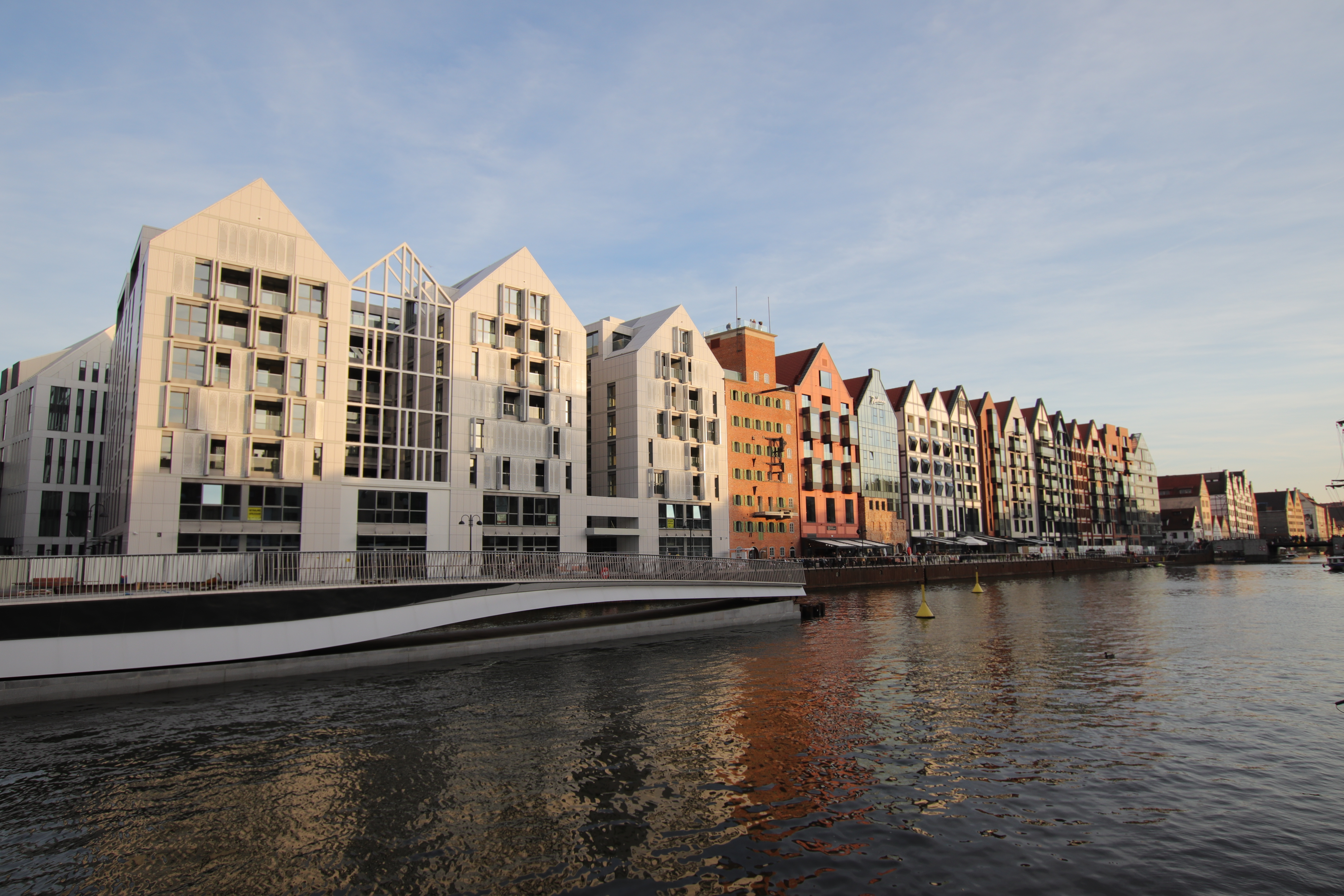
Wyspa Spichrzów
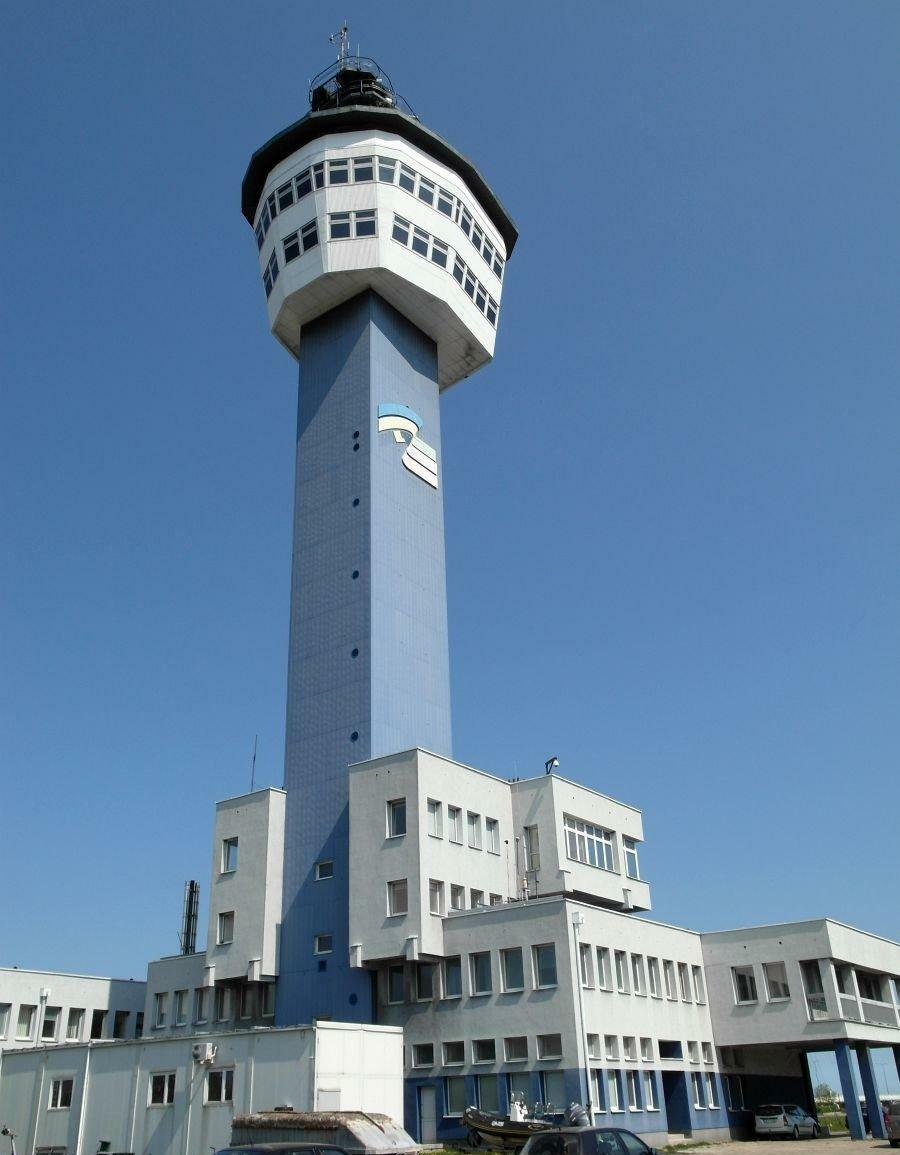
Maják
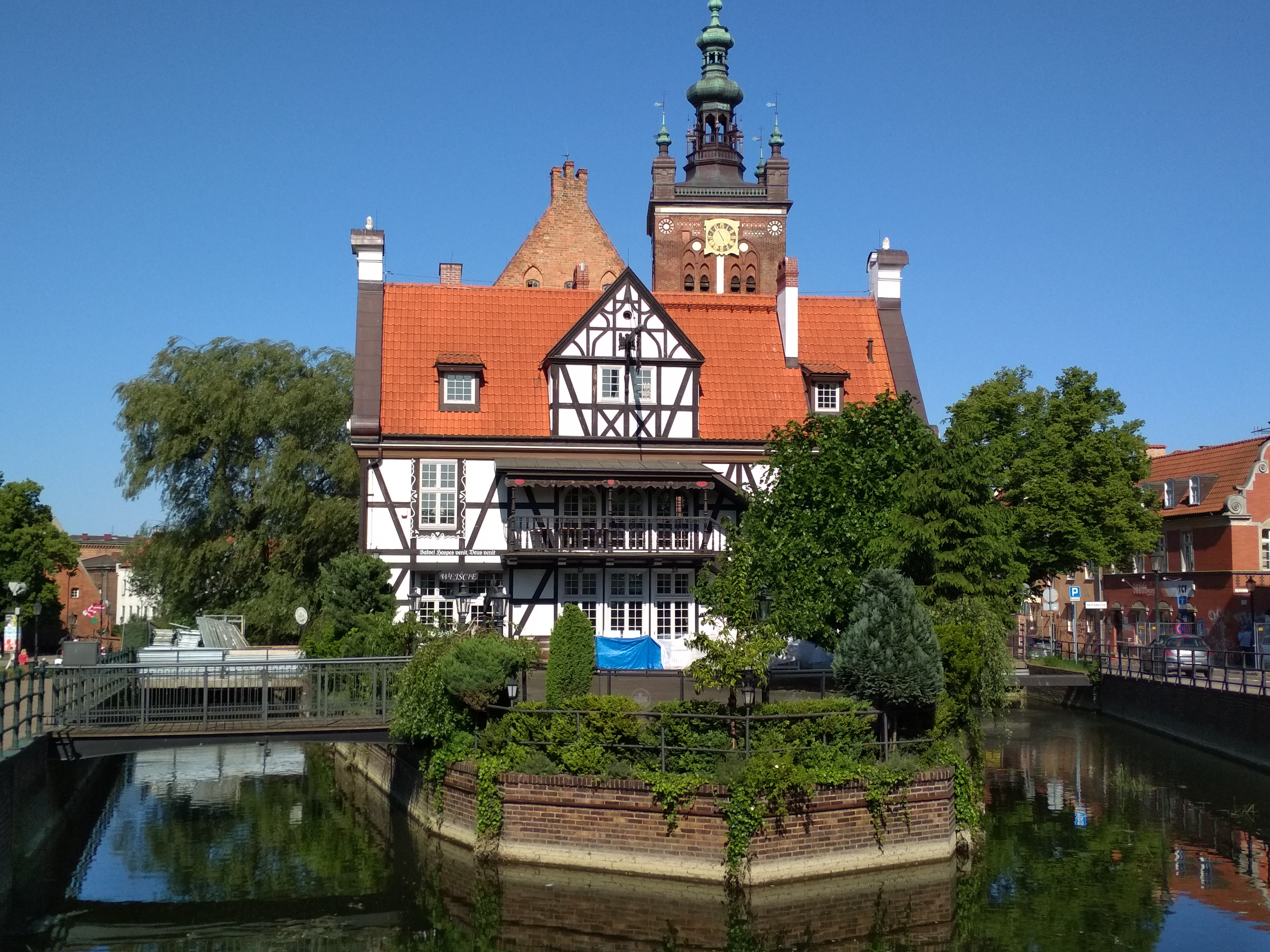
Kanał Raduni Most Chlebowy

## Partnerská města
- Astana, Kazachstán (1996)
- Barcelona, Španělsko (1990)
- Brémy, Německo (1976)
- Bytów, Polsko (2007)
- Cleveland, Spojené státy americké (1990)
- Helsingør, Dánsko (1992)
- Kaliningrad, Rusko (1993)
- Kalmar, Švédsko (1991)
- Kišiněv, Moldavsko
- Marseille, Francie (1992)
- Nice, Francie (1999)
- Oděsa, Ukrajina (1996)
- Palermo, Itálie (2005)
- Petrohrad, Rusko (1993)
- Rotterdam, Nizozemsko (1998)
- Rouen, Francie (1992)
- Sefton, Spojené království (1993)
- Turku, Finsko (1987)
- Vilnius, Litva (1998)